# République de Gersau
 (juin 2011).
Si vous disposez d'ouvrages ou d'articles de référence ou si vous connaissez des sites web de qualité traitant du thème abordé ici, merci de compléter l'article en donnant les références utiles à sa vérifiabilité et en les liant à la section « Notes et références ».

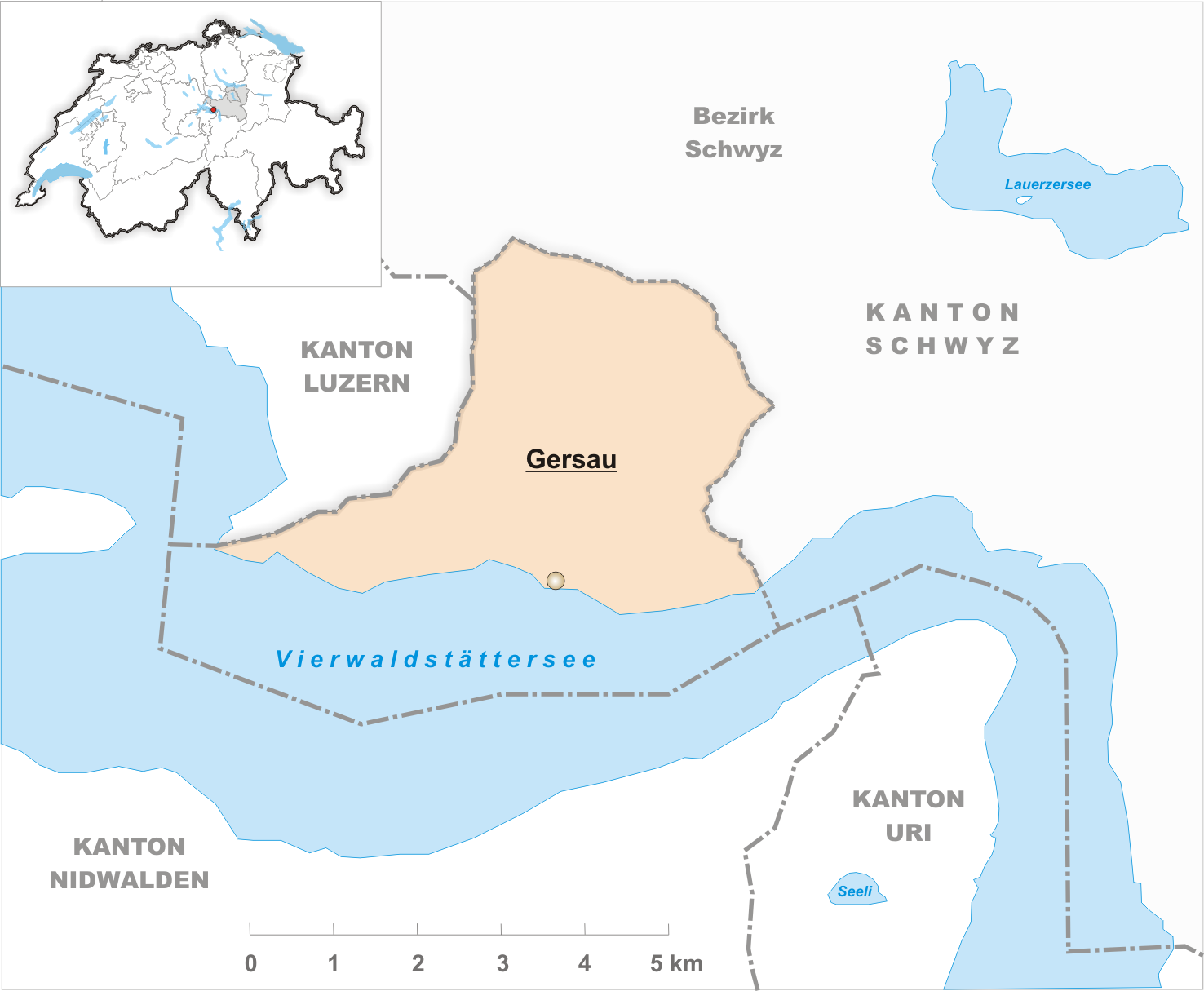
Carte de la municipalité de Gersau.

La république de Gersau est une cité-État qui a existé autour de l'actuelle ville de Gersau, en Suisse, de 1433 à 1817.

## Histoire
Au Moyen Âge, le domaine de Gersau tombe graduellement dans les mains des Habsbourg. En 1333, sous les ducs d'Autriche Albert II et Otton IV, la juridiction et les droits sur Gersau reviennent à la noblesse de Lucerne.
En 1359, par un « pacte juré », Gersau s'allia avec l'ancienne Confédération suisse sous la forme d'un protectorat. Ce pacte, étendant à Gersau et Weggis l'alliance de 1332 entre Lucerne et les trois cantons primitifs (en allemand : Waldstätten) d'Uri, Schwytz et Unterwald, mais inégalitaire, fit de Gersau un pays protégé (en allemand : Schirmherrschaft) ou protectorat (en allemand : Schirmort).
Le 9 juillet 1386, les citoyens de Gersau combattirent avec les Suisses, pour la première fois, à la bataille de Sempach.
En 1390, Gersau achète sa liberté aux comtes de Habsbourg, pour la somme de 690 pfennigs.
La juridiction, le vogtei et les impôts de Gersau revinrent alors aux courtisans de la ville ; la municipalité n'est plus alors hypothéquée par une autre puissance.
À Bâle, en 1433, Gersau reçut la confirmation de ses libertés, droits et privilèges de Sigismond Ier du Saint-Empire. Elle devint une ville libre, sous la protection directe de l'Empereur.
En 1798, pendant les guerres révolutionnaires françaises, Gersau fut annexée à la République helvétique et devint un district du canton des Waldstätten.
Par l'Acte de médiation du 19 février 1803, Gersau devint un district du canton de Schwytz.
En 1814, la République fut rétablie, avec l'autorisation du canton de Schwytz.
En 1817, la Diète fédérale décida, sur la base du Congrès de Vienne et du premier article du traité fédéral de 1815, d'unir Gersau au canton de Schwytz. L'annexion eut lieu l'année suivante, contre le désir de Gersau, laquelle devint le dernier district du canton de Schwytz.